# عالم عيال عيال (فلم)
عالم عيال عيال هو فيلم مصري أُنتج عام 1976، مأخوذة قصته من الفيلم الأمريكي أولادك وأولادي وأولادنا.

## قصة الفيلم
سامية (سميرة أحمد) لديها ستة أطفال، تتعرف على حلمي مهندس البترول (رشدي أباظة) الذي هو أب لثمانية أطفال. يحبان بعضهما، ويحاولان إخفاء حقيقة الأولاد الكثر عن بعضهما، لكنهما يكتشفان تلك الحقيقة لاحقاً، ثم يتزوجان. ينتقل الزوجان مع الأولاد الأربعة عشر للعيش في بيت واحد، وتحدث مواقف طريفة بسبب كثرة الأولاد، وكثرة الشجار بينهم. تكتشف الزوجة سامية أنها حامل، وتتنتظر مولودها المرتقب باعتباره الأخ الوحيد المشترك بين الأولاد الربعة عشر.

## طاقم التمثيل

### بطولة
- سميرة أحمد
- رشدي أباظة
- سهير رمزي
- سمير صبري
- خيرية أحمد
- عماد حمدي
- سمير غانم
- إبراهيم سعفان
- نبيلة السيد
- عبد المنعم إبراهيم
- جورج سيدهم
- توفيق الدقن
- حسن مصطفى
- نجوى فؤاد
- ميمي جمال
- محسن محي الدين
- سيف الله مختار
- عبد الغني النجدي
- دينا عبد الله

### ضيف الفيلم
- صلاح ذو الفقار

## وصلات خارجية
- مقالات تستعمل روابط فنية بلا صلة مع ويكي بيانات
- عالم عيال عيال على موقع الدهليز
- عالم عيال عيال على موقع كاروهات